# Weinkategorien (Frankreich)
Die Weinkategorie französischer Weine ist auf deren Etiketten eine Pflichtangabe. Sie hilft dem Verbraucher, den Wein einzuordnen und zeigt an, unter welchen Kriterien der Wein produziert wurde.

## Gliederung

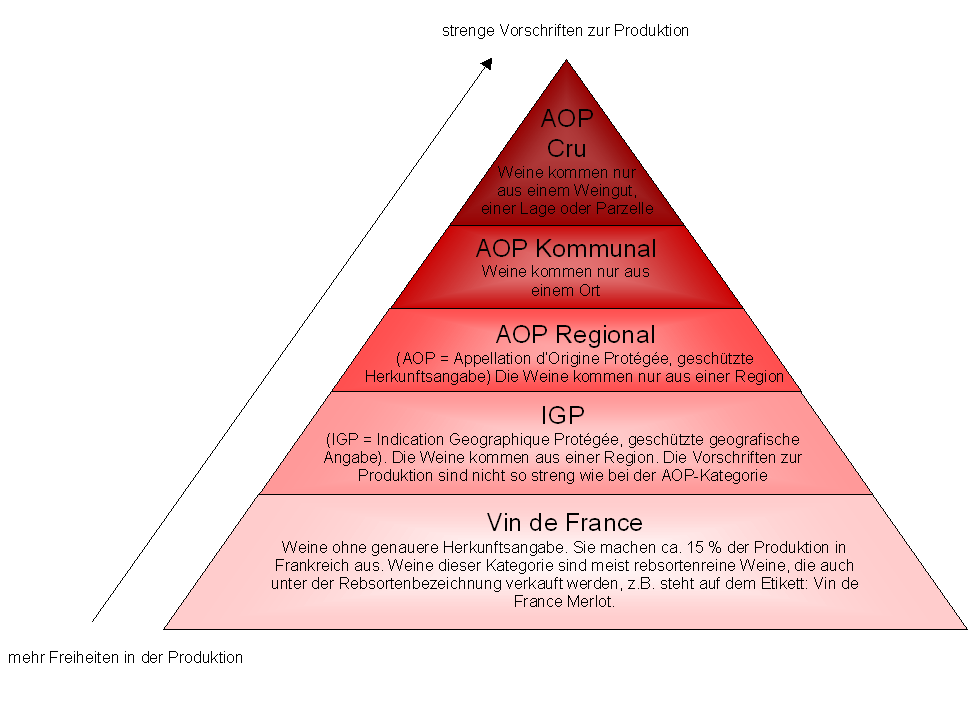
Die Weinkategorien in Frankreich: AOP, IGP und Vin de France

Grundsätzlich gliedern sich französische Weine in zwei große Kategorien: Weine mit Herkunftsangabe und Weine ohne Herkunftsangabe.
- Weine mit Herkunftsangabe kommen aus einem bestimmten Gebiet, einer Region, einer Kommune oder einer Lage. Hier gibt es zwei Unterscheidungen:
  - Appellation d’Origine Protégée (AOP): Weine mit geschützter Ursprungsbezeichnung (früher AOC: Appellation d’Origine Contrôlée, kontrollierte Herkunftsbezeichnung)
  - Indication Géographique Protégée (IGP): Weine mit geschützter geografischer Angabe (früher Vin de Pays, Landwein)
- Weine ohne Herkunftsangabe sind häufig rebsortenreine oder Marken-Weine. Weine dieser Kategorie tragen die Bezeichnung:
  - Vin de France (früher Vin de Table, Tafelwein)

Die neuen EU-Kategorien AOP, IGP und Vin de France gibt es in Frankreich seit 2009. Sie sind das Ergebnis einer EU-Reform zur gemeinsamen Ordnung der Weinmärkte. Bis 2014 galt eine Übergangsregel. Bis dahin durften auch noch die alten Bezeichnungen AOC, Vin de Pays und Vin de Table genutzt werden. Danach dürfen nur noch die neuen Kategorien auf den Etiketten stehen. Die neue Kategorisierung soll es Verbrauchern einfacher machen. Für die Produzenten bedeutet sie noch anspruchsvollere Auflagen als zuvor. Die Qualität der Weine soll dadurch steigen.
Die Kapseln der Weine tragen das „Marianne“ Siegel (Steuerstempel) in verschiedenen Farben, mit der Bezeichnung „R“ für Récoltant oder „N“ für Négociant. Récoltant bedeutet, dass der Winzer die Trauben selbst angebaut und gekeltert hat, also keine Trauben oder Most aus fremdem Anbau verwendet. Négociant sind alle anderen Winzer, die Trauben, Most oder fertigen Wein aus Drittproduktion zukaufen und unter ihrem Label vermarkten. Der Bezeichnung R oder Récoltant wird die Nummer des Département vorangestellt, in welchem der Winzer ansässig ist; die Nummer nach der Bezeichnung R oder N ist die Kontrollnummer für den Winzer. Die Farben der Marianne-Siegel sind unterschiedlich: grün bedeutet AOP (oder früher AOC), blau bedeutet Vin de Pays oder Vin de France. Seit 2011 darf auch eine weinrote Kapsel für AOP, IGP und VdF verwendet werden.

## AOP-Weine (Appellation d’Origine Protégée)
Den anspruchsvollsten Qualitätsvorschriften unterliegen die AOP-Weine (Appellation d’Origine Protégée – geschützte Ursprungsbezeichnung). Früher hießen sie AOC-Weine (Appellation d’Origine Contrôlée). Weine dieser Kategorie kommen immer aus einem bestimmten Anbaugebiet – einer Appellation. Auf der Flasche steht zum Beispiel: Appellation Bordeaux Protégée (oder Contrôlée). Diesen Titel darf ein Wein nur tragen, wenn er die Kriterien seiner Appellation einhält. Sie bestimmen Terroir, Pflanzendichte, Maximalertrag pro Hektar, schreiben Wein-Analysen und Verkostungen vor. Wer einen AOP-Wein kauft, kauft geprüfte Qualität und einen Wein mit den typischen Eigenschaften seiner Appellation. Die Änderung von AOC auf AOP 2009 hat das Regelwerk, das die Weine dieser Kategorie einhalten müssen, weitreichender und gleichzeitig transparenter gemacht. Eine unabhängige Kontrollorganisation prüft, ob ein Wein den Vorgaben des Lastenhefts für die jeweilige Appellation entspricht. Die Kontrollen erstrecken sich über die gesamte Produktionskette, von der Rebe bis zur Flasche.

## IGP-Weine (Indication Géographique Protégée)
Seit 2009 gibt es die Angabe IGP (Indication Géographique Protégée) – geschützte geografische Angabe. Sie ersetzt die frühere Kategorie Vin de Pays, Landwein. (Für eine Übergangsfrist bis 2014 durfte diese alte Kategorie noch auf Etiketten französischer Weine stehen.) IGP-Weine sind immer Weine aus einer Region, wie zum Beispiel Pays d’Oc, Gascogne, Val de Loire. Die Weine müssen einem EU-Regelwerk entsprechen (Beispiele: empfohlene Rebsorten, maximaler Ertrag), aber die Winzer haben mehr Freiraum als bei der AOP-Kategorie. Bei AOP-Weinen schreiben die jeweiligen Appellationen zum Beispiel die Rebsorten vor, die der Winzer verwenden darf, um das Typische der Appellation zu betonen. Möchte ein Winzer auf seinem Terroir andere Rebsorten ausprobieren, gibt ihm die IGP-Kategorie dazu die Möglichkeit.
Die Änderung beim Thema Landwein ist vor allem orthographisch. Ardèche IGP liest der Verbraucher heute, wo früher Vin de Pays de l’Ardèche (Ardèche Landwein) stand.

## Vin de France (VdF)
Weine ohne genaue Herkunftsangabe gehören zur Kategorie Vin de France (Wein aus Frankreich), früher Tafelwein. Die Winzer können auf dem Etikett neben der Marke auch Jahrgang und Rebsorte angeben. Das war zuvor nicht erlaubt. Die Weine sind meist eine Assemblage von Weinen verschiedener Regionen, häufig aus derselben Rebsorte. Diese Kategorie ermöglicht es, Weine zu produzieren, die Jahr für Jahr einen gleichbleibenden Geschmack haben. So, wie es der Verbraucher bei Markenprodukten schätzt.
Die EU hat die Kategorie Vin de France in erster Linie eingeführt, um bestimmte Märkte zu bedienen, in denen Verbraucher ihre Weine überwiegend nach Herkunftsland, Rebsorte und Marke aussuchen, wie etwa in China.